# Royal Leopards
Royal Leopards is een Swazische voetbalploeg uit de stad Simunye. Het is het koninklijke politieteam.

## Erelijst
- Landskampioen

2005/06, 2006/07, 2007/08
- Beker van Swaziland

2006/07
- Swazi Charity Cup

2005/06

## Spelers
- Mfanzile Dlamini
- Mxolisi Mthethwa
- Mzwandile Mamba